# Budy Kupientyńskie
Budy Kupientyńskie – wieś w Polsce położona w województwie mazowieckim, w powiecie sokołowskim, w gminie Sokołów Podlaski. Ma status sołectwa.
1 lipca 1987 część wsi Budy Kupientyńskie (5,19 ha) włączono do Sokołowa Podlaskiego.
W latach 1975–1998 miejscowość administracyjnie należała do województwa siedleckiego.
Wierni kościoła rzymskokatolickiego należą do parafii Miłosierdzia Bożego w Sokołowie Podlaskim